# Краве масло
Маслото [мàсло] е млечен продукт, направен от прясна или ферментирала бита сметана, от кисело мляко или директно от мляко. Маслото се използва за намазване или като подправка, както и в готвенето – за печене, приготвяне на сосове или пържене. Поради множеството приложения, маслото се консумира ежедневно в много части на света. Маслото се състои от млечни мазнини, оградени с малки капки, съставени най-вече от вода и млечни протеини. Най-разпространената форма на маслото се прави от краве мляко, но маслото може също така да бъде направено от млякото на други бозайници, като например овце, кози, якове или биволи. Понякога маслото се продава с различни добавки като сол, есенции, консерванти и готварски оцветители. При стопяване водата се отделя и маслото се превръща в рафинирано или чисто (топено) масло, което се състои почти изцяло от мазнина.
Терминът „масло“ се използва и в имената на продукти от растителен произход: фъстъчено масло, кокосово масло, орехово масло, слънчогледово масло и други. В общия случай думата „масло“, без допълнително определение и в контекста на хранителни продукти, се отнася за краве масло.
При охлаждане маслото се втвърдява, а при стайна температура се размеква до консистенция, удобна за намазване. Маслото се стопява до рядка течност при температура 32 – 35 °C. Цветът на маслото е най-често бледожълт, но може да варира от яркожълт до почти бял. Цветът на маслото зависи от сметаната/млякото, използвани за производство, и понякога се коригира чрез готварски оцветители, най-често анато (Е160b) или каротин.

## В България
В българското законодателство са определени следните търговски наименования на маслото:
- Масло – продукт със съдържание на млечна мазнина не по-малко от 80%, но по-малко от 90%, с максимално съдържание на вода 16% и максимално съдържание на сухия безмаслен остатък от млечен произход 2%.
- 3/4 масло – продукт със съдържание на млечна мазнина не по-малко от 60%, но не повече от 62%
- 1/2 масло – продукт със съдържание на млечна мазнина не по-малко от 39%, но не повече от 41%.
- X % млечна паста за намазване – продукт със следното съдържание на млечна мазнина:

- по-малко от 39%;
- повече от 41%, но по-малко от 60%;
- повече от 62%, но по-малко от 80%.
Полумаслените и нискомаслени продукти, етикетирани като „млечна паста“ са еквивалентни на произвеждания в страните от бивша Югославия продукт под името „каймак“ (на сръбски: kajmak/кajmak). Този продукт с масленост под 40% се е произвеждал под името „домашно масло“ в
България до 1991 от предприятията на ДСО „Млечна промишленост“. Сегашните продукти, етикетирани като „домашно масло“ не са еквивалентни на каймак, а са непълномаслени (3/4 масло) или в много редки случаи се доближават до полумасла (1/2 масло).
В България след 2001 година се произвеждат и домашни масла, с повишен вискозитет и млечни мазнини над 80%, които се ситуират паралелно с високомаслените домашните кисели млека, като продукти с подобрени качества.
Поради слабото търсене в България, производството и разпространение на масла с ниска мазнинност (под 39%) почти не се произвеждат, въпреки че в законодателството е предвидена такава възможност.

## Производство на масло
Млякото и сметаната са нехомогенни смеси. Те съдържат млечни мазнини под формата на микроскопични капчици. Тези капчици са заобиколени от мембрани, съставени от фотолипиди (емулгатори на мастни киселини) и протеини, които предотвратяват превръщането на мазнините в млякото в еднородна маса. Маслото се произвежда чрез разбиване на сметаната, което поврежда мембраните и позволява на млечните мазнини да се слеят, отделяйки се от другите части на сметаната. Различните методи на производство дават масла с различни консистенции, което се дължи най-вече на състава на млечни мазнини в крайния продукт. Маслото съдържа мазнини под три различни форми: свободни млечните мазнини, млечни мазнини на кристали и неразрушени капчици мазнина. В крайния продукт различните пропорции на тези форми довеждат до различните консистенции в маслото; масло с много кристали е по-твърдо от такова с доминиращи свободни мазнини.
Почти всички процеси за произвеждане на масло в днешно време започват с пастьоризирана сметана, която е загрявана до сравнително високи температури – над 80 °C. Преди да се разбие, сметаната се охлажда до около 5 °C и се оставя на стайна температура за поне осем часа; при тези условия около половината млечни мазнини в сметаната кристализират. Грапавите кристали на мазнината повреждат мембраните на капчиците по време на разбиването, с което ускоряват процеса на производство на маслото.
Разбиването води до образуване на малки зрънца масло, плуващи в частта от сметаната, която е на водна основа. Тази водниста течност се нарича мътеница, въпреки че най-разпространената мътеница в днешно време е направо ферментирало обезмаслено мляко. Суроватката се изцежда; понякога остатъците от нея се премахват чрез изплакване на зрънцата масло с вода. След това зрънцата се обработват: притискат се и се омесват заедно. Когато маслото се приготвя ръчно, това се прави в дървени калъпи, които служат и за придаване на форма. Тази обработка свързва зрънцата масло до твърда маса и изкарва водата от вътрешните кухини като малки капчици на повърхността.
Промишлено произведеното масло се състои от около 80% млечни мазнини и 15% вода; традиционно произвежданото масло може да съдържа дори само 65% мазнина и 30% вода. Млечната мазнина се състои от много на брой мастни киселини със средноголеми, наситени въглеводородни вериги. Тя е триглицерид, естер, получен от глицерол и три мастно-киселинни групи. Маслото гранясва, когато тези вериги се разкъсат на по-малки съставящи като бутирова киселина и диацетил. Плътността на маслото е 0,911 g/cm³ почти същата като на леда.
|                                              | Общо мазнини | Наситени мазнини | Мононенаситени мазнини | Полинаситени мазнини | Точка на задимяване |
| Втвърдена растителна мазнина (хидрогенирана) | 71 g         | 23 g             | 8 g                    | 37 g                 | 182 °C              |
| Слънчогледово олио                           | 100 g        | 10 g             | 20 g                   | 66 g                 | 232 °C              |
| Соево олио                                   | 100 g        | 16 g             | 23 g                   | 58 g                 | 232 °C              |
| Фъстъчено олио                               | 100 g        | 17 g             | 46 g                   | 32 g                 | 232 °C              |
| Зехтин                                       | 100 g        | 14 g             | 73 g                   | 11 g                 | 216 °C              |
| Свинска мас                                  | 100 g        | 39 g             | 45 g                   | 11 g                 | 188 °C              |
| Околобъбречна лой                            | 94 g         | 52 g             | 32 g                   | 3 g                  | 200 °C              |
| Краве масло                                  | 81 g         | 51 g             | 21 g                   | 3 g                  | 177 °C              |

Световната здравна организация през 2005 г. препоръча да се намали употребата на краве масло и млечни продукти с високо съдържание на мазнини с цел да се намали рискът от сърдечни заболявания. Минималната дневна норма за здрав човек е 10 g, максималната – 30 g краве масло. Малките количества от този продукт в препоръчвания от лекарите ежедневен рацион са свързани с факта, че при прекалена употреба на млечната мазнина, която се съдържа в кравето масло, се повишава нивото на холестерина, а оттам и рискът от заболявания на сърдечно-съдовата система. Съдържанието на холестерин в 100 g масло е около 200 mg, като допустимата дневна норма е 300 mg.

## Традиционно производство
В България буталката за биене на масло от прясно или кисело мляко е дървен уред, тясно – диаметър около 20 cm и високо около 1 m дървено качѐ (леко стеснено в горния край). Буталото е плосък, масивен или надупчен диск с дълга дръжка. Най-честото име на уреда, разпространено в цяла България произлиза от глагола бутам – буталка, буталкя, бутѝн, бучка. Освен него има и производни на италианската дума barile – бурило, бурчило (Родопите) и от глагола мътя – матѐлка, мътѝлка (Средна България). За буталото най-разпространеният термин е от глагола джуркам – джурило, чурило, джеран, а в Южна България се среща и бутало, буталач, бучкало.
Процесът се състои от енергични движения на буталото, натискът трябва да е енергичен като удар. Затова процесът се нарича „биене на масло“. Млякото, което е преминало през такава обработка, е с намалена масленост, нарича се „бито мляко“

## Видове
Преди модерните технологии да навлязат в производството на масло, сметаната се е събирала от няколко млекодоя и е била съответно на няколко дни и донякъде ферментирала когато от нея се е правило масло. Масло, произведено от ферментирала сметана, се нарича култивирано масло. По време на ферментацията сметаната се вкисва, защото бактериите превръщат лактозата в млечна киселина. Процесът на ферментация произвежда допълнителни ароматни съединения, включително диацетил, който допринася за по-ароматен продукт, който притежава по-силно изразени вкусови качества. В днешно време, култививираното масло се прави от пастьоризирана сметана, чиято ферментация се предизвиква чрез въвеждането на бактериите Lactococcus и Leuconostoc.
В друг метод за производство на култивирано масло, развит през 70-те години на 20 век, се използва прясна сметана, в която се внасят бактериални култури и млечна киселина. Чрез този метод ароматът на култивираното масло нараства с времето, за което продуктът се оставя за съхранение на студено. За производителите този метод е по-ефективен, защото оставянето на сметаната да престои изисква повече място от съхранението на готовия продукт. Подобен и дори по-ефективен метод е добавянето на млечна киселина и ароматни съединения директно в маслото от прясна сметана. Въпреки че този по-ефективен процес симулира вкуса на култивираното масло, полученият продукт не се смята за истинско култивирано масло.
В днешно време млечните продукти често се пастьоризират по време на производството с цел да се елиминират патогенните бактерии и други микроби. Масло, произведено от пастьоризирана прясна сметана, се нарича масло от сладка сметана. Производството на това масло започва да става масово през 19 век с развитието на хладилната техника . Масло, произведено от прясна или култивирана непастьоризирана сметана, се нарича масло от сурова сметана. Маслото от сурова сметана има „по-чист“ сметанов вкус, без нюансите на готвено мляко, които се появяват при пастьоризирането.
В страните от континентална Европа се предпочита култивирано масло, докато маслото от сладка сметана доминира в САЩ и Великобритания. По тази причина култивирано масло в Щатите понякога се маркира като европейско масло. Маслото от сурова сметана е слабо разпространено в Европа и почти неизвестно в Америка.
Разработени са няколко вида масло за мазане; те остават по-меки и на по-ниски температури и са съответно лесни за употреба на стайна температура. Този резултат се постига чрез модифициране на мазнините на маслото чрез химични модификации на крайния продукт, или чрез модификация на млечната суровина, или чрез добавяне на растителни мазнини в маслото. Битото масло, друг удобен за мазане продукт, е аериран чрез въвеждането на азот— не се използва обикновен въздух, защото това би причинило окисляване и гранясване.
Всички категории масло се продават в осолена и неосолена форма. Осоленото масло съдържа или фина гранулирана сол, или силна морска сол, която се добавя при производството. Страните, в които се предпочита масло от сладка сметана, най-често предпочитат също така и осоленото масло, което по възможност да отразява мекия вкус на некултивираното масло. В допълнение на овкусяване на маслото, солта също така действа и като консервант.
Друг важен аспект от производството е количеството мазнина в крайния продукт. В САЩ всички продукти, продавани като „масло“, трябва да съдържат поне 80% мазнини, като повечето са със средно 81%. Европейските масла по принцип са с повече мазнини – около 85%. В чистото (топено) масло са отстранени почти всичката вода и млечни твърди остатъци, при което остава почти чиста мазнина. Чисто масло се произвежда чрез нагряване на маслото до точката на топене, последвано от охлаждане; след като се оставят в покой, останалите компоненти се отделят според гъстотата. Най-отгоре суроватъчните протеини формират тънък слой, който се отстранява, а оставащата мазнина се излива от сместа от вода и казеинови протеини, които се утаяват в дъното. Някои видове чисто масло (виж гхи) се претопяват при по-високи температури (120 °C), при което водата се изпарява, а млечните твърди остатъци добиват кафяв цвят. Този процес придава аромат на чистото масло и води до производството на антиоксиданти, което предвазва маслото от гранясване за по-дълго време. По тази причина този тип топено масло може да се съхранява за шест до осем месеца в нормални условия.

## История
Тъй като млякото може да се превърне в масло дори случайно, най-вероятно изобретяването на маслото датира от ранните дни на млекарството. Възможно е да се е появило за първи път в региона на Месопотамия между 9000 и 8000 г. пр. Хр. Най-ранното масло трябва да е било овче или козе; смята се, че говедата са опитомени едва около 1000 години по-късно. Един от древните начини за приготовление на масло, който все още се използва в някои части на Африка и Близкия изток, е показан на снимката вдясно (заснето в Палестина). Кожа от цяла коза се напълва до половина с мляко, надува се докрай с въздух и се запечатва. След това се провесва с въжета на триножник от пръчки и се удря напред-назад с камъни до отделяне на маслото.
Маслото със сигурност е било познато на класическите средиземноморски цивилизации, но по-скоро не е било основна храна, особено в Древна Гърция и Древен Рим. В топлия средиземноморски климат немитото масло се е разваляло лесно, за разлика от сиренето. Древните гърци и римляни изглежда са смятали, че маслото е по-подходяща храна за северните варвари. Една от пиесите на гръцкия писател на комедии Анаксандрид разказва за траките с името boutyrophagoi, „маслоядящите“. В „Естествена история“ Плиний описва маслото като „най-изисканата от храните на варварските народи“, след което продължава с описания на медицинските му свойства.